# せんだみつお
せんだ みつお（1947年（昭和22年）7月29日 -  ）は、日本のタレント、コメディアン。
駒澤大学仏教学部中退、服部栄養専門学校卒業。調理師の免許を取得。実息は俳優・せんだ雄太、実娘はタレント・せんだるか。

## 芸名
芸名の由来は、慣用句の「千三つ」から。
後述の『東芝ワイドワイドサンデー』の仕事の際に、ニッポン放送ディレクターの上野修が名付けたものである。当初は漢字だったが、声優の千田光男がいることから、ひらがなにした。
千田光男とは血縁関係はなく、名前の読みが同じだけの全くの別人だが、誤って千田のギャラがせんだに振り込まれるなどの出来事があり、互いに意識していた。
この2人は海外テレビドラマ『特捜刑事マイアミ・バイス』と、映画『ブルース・ブラザース』の吹替えで共演している。
過去には千田光雄やせんだ光雄、ムッシュ中野の芸名で活動していた時期もある。2000年にはミレニアムにちなんで1年間限定で二千田光雄（）に、2009年には3か月のみ浦島みつおに改名した。

## 来歴

### 子供時代
父は王子製紙の技術者で、父の赴任先であった樺太（サハリン）で生まれた。18歳年上の兄が居る。1948年（昭和23年）に父の故郷である岩手県北上市に引き揚げ、その後、父の転勤によって宮崎県日南市に移る。小学校2年生の時に再び父の転勤により、東京都杉並区に移り住んだ。
当時は、本人曰く「目立ちたがり屋な美少年」で、スカウトされて小学校3年生の頃より「劇団杉の子」に所属し、子役として活躍していた。初舞台は轟夕起子主演の舞台『人形の家』で、主人公・ノラの長男役。その他、子供服のモデルとして婦人雑誌などでも活動していたが、当時は役者になることは考えていなかったため、子役活動は約2年で辞める。
中学生時代の部活は野球部でセカンドのレギュラー、高校生時代の部活はバスケットボール部。穂口雄右は中学の同期生で、同じクラスになったことはなかったが、家が近所で仲が良かった。また、田中清司は高校の同期生。

### 学生時代と芸能界入り
高校時代に出会った菅原進と仲良くなった。駒澤大学進学後に3歳年上の女性と恋愛関係になり、2年生の時に結婚を考えるようになった。大学卒業まで待てず、結婚後の収入を考えて調理関係の仕事に就こうと大学を中退して調理師学校に通い始めた。
また、同時期にしばらくの間、菅原進が結成したアマチュアバンド時代のビリーバンバンでコンガを叩いていたこともあった。
せんだは上記の服部栄養専門学校に通いつつ、ムッシュ中野という芸名でビリーバンバンの付き人兼司会を務めることとなったが、その仕事が他のバンドにも広がり、アンドレ・カンドレ（井上陽水）、吉田拓郎などのコンサートの司会を務めた。しかし上記の交際女性が別の男性と結婚し、大きなショックを受けて何の目標もなくなってしまったという。
菅原進がボイストレーニングに通っていた浜口庫之助のつてで、世志凡太の運転手や世志が加わっていたフランキー堺のバンドの巡業に加わるなどの仕事を経て、ビリーバンバンのコンサートに出演していたせんだを見ていた上野修にスカウトされる形で、上野がディレクターを務めていた、坂本九がメインパーソナリティを務めるラジオ番組『東芝ワイドワイドサンデー』（ニッポン放送）のレポーターの仕事を得ることとなった。後にせんだは菅原について、「僕が芸能界に入れたのは彼のおかげです。恩人だと思っています」と語っている。

### タレントとして
初のメイン司会番組は1969年（昭和44年）の『ワゴンでデート』（ニッポン放送）で、和田アキ子とのトーク番組だった。その後も『ラジオカウント』、『セイ!ヤング』、『ハローパーティー』など数多くのラジオ番組の司会者を務める。
1972年（昭和47年）10月にキャシー中島とテレビ番組『ぎんざNOW!』（TBS）の司会となり好視聴率を得たことで、司会者として人気に火がついた。
続いて1973年（昭和48年）10月に放送開始した全国ネットの『うわさのチャンネル』（日本テレビ）の司会を務めた。ユニークなキャラが視聴者にウケて人気と知名度が急上昇し、以後レギュラー番組が増えていった。湯原昌幸と『せんみつ・湯原のドット30!』（TBS）で共演。絶妙なコンビで人気を博し、後に明星食品のラーメンのCMに共演する事になる。
この頃に結婚。披露宴の司会は、みのもんたが務めた。
『うわさのチャンネル』のエンディングで「NHKに出たい」と書いたボードを持ちながらふざけて踊っていたことがあったが、そこから1977年にNHKのテレビドラマ『北上山系』の出演につながったというエピソードがある。
1970年代半ば頃は、レギュラー番組が10本を超えるほどの人気ぶりで極めて多忙であり、無理なスケジュールで体調を崩した（次項参照）。

### 半年間の休業、俳優業
1978年（昭和53年）12月にロケ先で食べた牡蠣にあたり、病院で「過労を伴う肝炎」と診断された（尿管結石も併発していたとされる）。医師から「何より休養を要する」と告げられたため、仕事を全てキャンセルして入院生活を余儀なくされた。半年間の休業後、折からの漫才ブームなどでレギュラー番組がすべてなくなるなど、急速に人気に陰りがでた。せんだ本人はこのことに関して、当時は動きの芸からしゃべりの芸への移行期であり、自分にはテンポがなかったためだと分析している。
1980年代以降も芸能活動をし、テレビ出演などもこなしているものの、タレントとしての露出度は1970年代の全盛期には及ばない。全国メディアでは、旧知の和田アキ子らの番組にゲスト出演する程度に留まった。
お笑い系タレントとしての仕事は減ったが、一方でそれと入れ替わるように俳優としての活動に重点が置かれた。1977年には映画『こちら葛飾区亀有公園前派出所』では、主人公の両津役を演じた。また、1981年のNHK大河ドラマ『おんな太閤記』では、豊臣秀吉の妹・あさひをめとった副田甚兵衛役を好演。1984年には、NHKドラマ『新・夢千代日記』で中国残留孤児の王永春役で迫真の演技をして絶賛された。コメディーだけでなくシリアスな演技もできることが評価されたことから、これまでに他のNHKの大河ドラマや朝の連続テレビ小説にも複数回出演している。
さらに声優としても、『ゴールデン洋画劇場』での『ブルース・ブラザース』テレビ初放送時には、ジョン・ベルーシの吹き替えを担当。小野ヤスシが担当したダン・エイクロイドとの絶妙なやり取りを見せた。

### 近況
近年は「ウケない金ない仕事がない」の「三ない」や、自称「大スター」等の自虐ネタを持ち味としている。
2001年には、当時リバイバルヒットしていた「明日があるさ」に対抗して「明日がないさ」という楽曲を発表。歌詞も、そっくりそのままネガティブにしており、「明日がない 明日がない 明日がないさ」と歌っている。
文化放送の『吉田照美のやる気MANMAN!』（2007年終了）では、ゲストではなくリスナーとして投稿が採用されることがよくあった。
2017年10月から、TOKYO MX『ひるキュン!』の水曜レジェンドレポーターとして出演、地上波テレビでは十数年ぶりのレギュラー獲得を果たす。その他、イベント司会等の全国営業、2時間ドラマを中心とした主要脇役としても活躍している。
2021年7月には、ビリーバンバンの菅原進がカバーしたアニメソングがユニバーサルミュージックから配信開始するのに合わせ、インターネットに公開されたMV「ようこそジャパリパークへ」（連続テレビアニメーション『けものフレンズ』主題歌）に、ほいけんたとともに出演した。

## 人物

### 家族・親族
2007年1月にTBSナショナル劇場『浅草ふくまる旅館』でデビューした俳優のせんだ雄太は長男。また長女のせんだるかも2009年にタレントとしてデビューしている。
2022年、るかが元プロ野球選手の山本浩二の三男と結婚したため、山本とは縁戚関係となった。

### 芸風・印象
両手を顔の横に上げ、それを前後に動かしながら「ナハッナハッ」と言うギャグや、「せんだ偉い!せんだ偉い!」などと自分で自分を持ち上げるギャグがある。その他、人名や地名を連呼するギャグを得意とする。現在でも「せんだみつおゲーム」（後述）として残っている。
「ウルトラマンは『シュワッチ』の他に『ナハッ』って言ってたんだよ」と湯原が言っていたことがこのギャグが出来たきっかけでもあり、「せんだ偉い!」も元々は湯原が「湯原偉い!」と言っていたもの。一方で「ナハッナハッ」のきっかけについては、湯原は別のインタビューで以下のようにも証言している。湯原がせんだの番組にゲスト出演した際、普通に登場するのではつまらないからと、両手を振って「ナハハハ！」とスタジオに入ったことがあった。すると、その1週間後くらいに放送された深夜ラジオのオープニングで、せんだがいきなり『ナハ、ナハ！』とギャグをやり始め、放送を聞いた湯原は「おっ、パクりやがったな（笑）」と思ったとのこと。
村上ファンドの創設者である村上世彰はせんだの熱烈なファンで、高校時代はせんだみつおの弟子になることが夢であり、「せんだの人生には偽りがない」という文章を文集に残している。
世志凡太の付き人になった後の初めての巡業でフランキー堺と一緒になった際、コメディーの芝居をやりたいと話した。すると堺から「芝居でコメディーな演技をするには、単に笑わせるだけじゃダメだ。コメディーをやりながらシリアスな芝居もやりなさい」と助言された。
話術、気配り、礼儀正しさ、正義感などもあって、交友関係が広い。
湯原昌幸からはせんだの考え方について、「テレビなどで見せる顔とは180度違うもう一つの顔がありますよ。真面目に物事を考え、世の中の不正に怒ったり政治に不満を抱いたり。非常にグローバルな視点を持っている男ですよ」と評されている。
学生時代に一時ジャーナリストに憧れたこともあったが、勉強嫌いなため諦めたという。芸能界入りした後もジャーナリズムのような気持ちは持っており、1985年6月6日の朝日新聞の投書欄に《（元人気女性アイドルの）引退後の生活まで乱す権利はどこに（東京都／せんだ・みつお テレビタレント 37歳）》などと送って掲載されたことがある。
本人は、「（せんだはタレントや司会者として人気となったが、1970年代後半に現れた）たけし君、タモリさん、所ジョージ君、さんま君…数え切れないくらいの芸人たちがどんどん僕を飛び越えていった。私は芸能界の元祖“跳び箱タレント”です」と自己評価している。
夏木ゆたかからは、司会者として話術などを高く評価されている。

### 交友関係
俳優の萬屋錦之介とは数多く時代劇で共演し、萬屋が1982年に大病を患って入院した時も見舞いに訪れた。また、せんだが「トラック野郎」シリーズに出ることになった時、萬屋から「監督の鈴木則文さんにこれを持って行きなさい」と一升瓶を渡された。そこには「萬屋です。せんだみつおをよろしくお願いします」という手紙が添えられており、大先輩の心遣いにとても感激したとのこと。
森繁久彌とは『水戸黄門』などのドラマで共演し、彼の生前は家が近所で遊びに行ったこともある。
長嶋茂雄とは、過去に月に3回一緒にゴルフに行っていた時期がある。
司会を担当した『ぎんざNOW!』には、矢沢永吉が所属したキャロルが何度も出演していた。楽屋でメンバーたちがポマードを塗っていた時、せんだが矢沢に「お前がリーダーか？ポマードが臭いんだよ。便所で塗ってこい！」と注意したことがある。
ラジオの深夜番組『燃えよせんみつ足かけ二日大進撃』に、変なコントを何本も書いて送ってくる1人のリスナーがいた。番組側が「発想が面白そうだから」と番組に呼んでやってきたのが、当時学生で放送作家志望の秋元康だった。以来その収録スタジオで、せんだは「秋元、弁当買ってこい！」などとアゴで使っていたが、その後せんだの黄金期は終わり、秋元は大物プロデューサーになった。
菅原進がとある歌番組で石野真子と共演したことがきっかけで、せんだも彼女と知り合い、以後女優業をする彼女に時々助言をしたり、プライベートで一緒にカラオケに行くなど交流が続いている。

### せんだみつおゲーム
合コンなど宴会の余興で行われるゲームの一つ。参加者は車座となり、最初にある人間が「せんだ」といいながら誰か他の参加者を指差す。するとその指を指された人間は「みつお」と言いながら、また参加者の誰かを指差す。その後指をさされた人間の両隣の人間（あくまでも両隣の人間だけで、さされた当人はつられてはダメ）が「ナハッナハッ」のギャグを行うと1ターンが終了する。その後は「みつお」を言われた人間が最初の人間となり、以降だれかがミスをするまで繰り返す。
その応用版として、芸人とそのギャグや口癖を使った「○○ゲーム」（○○はその芸人の名前）も存在し、宴会などで行われている。
せんだ自身は1996年頃、読売ジャイアンツの桑田真澄（当時）から、せんだみつおゲームが流行っていることを聞かされた。さらに1997年に放送されたアコムの自動契約機「むじんくん」のCM（「パーティー篇」）で、チャント星人（セイン・カミュなどが演じていた）が土星人との合コンに参加した際にやっていたことで広く世間に知られた。その際、せんだは制作側に名前の使用を快諾した上、さらにはCM出演にも乗り気だった。実際にはせんだ自身はCMに一切出演していないが、広告代理店からせんだに対して謝礼が支払われた。

## 逸話
- 芸能界きってのトラッド（アイビー）ファッション好きである
- 1975年には東京都千代田区の高額納税者番付で5位に入ったことがあった。なお、その2年後の1977年には「森繁久彌さんが近所に住んでいますよ」といった言葉に乗せられる形で、世田谷区に転居。転居先で森繁にも会っている[22]。
- 娘のせんだるかによれば1990年代にパチンコ店の経営を行ったが数年で閉店したとのこと[23][信頼性要検証]。その影響があったかは不明だがせんだるかはタレント業の傍らパチンコ実践番組に出演している。
- ビートたけしの持ちギャグである「コマネチ！」は、せんだの考案である[注釈 18]。

## 不祥事
2000年（平成12年）9月22日未明に飲酒運転で事故を起こし、業務上過失致傷及び道路交通法違反の現行犯で逮捕された。
その容疑は、記憶を無くす程の飲酒で泥酔だったにも拘わらず、乗用車(BMW)を運転して自宅に帰る途中に追突事故を起こした。同日の午前2時頃、東京都千代田区皇居外苑の二重橋交差点で、信号待ちをしていた乗用車へ後続のせんだが運転する乗用車が追突した。せんだは、その事故現場から逃走した為、約600m離れた路上で追突された会社員の男性に取り押さられた後、警視庁丸の内警察署交通課が業務上過失致傷及び道路交通法（救護義務）違反でせんだを現行犯逮捕した。
逮捕当時は、明らかに酒を飲んだ状態であり、送検時に道交法違反（酒気帯び）の容疑も追加された。同署の取り調べに対し、「逃げるつもりはなかった。安全なところまで車を移動させただけだ」等と供述している。逮捕後は、留置所で6日間拘留。起訴後の裁判では、運転免許証の取り消しと罰金刑の処分を受けた。

## 出演

### テレビ番組
- ぎんざNOW!（TBSテレビ）
- 金曜10時!うわさのチャンネル!!（日本テレビ）
- せんみつのJOYJOYスタジオ（NET（現：テレビ朝日））
- 歌謡ハラハラサンデー（テレビ朝日）
- 歌謡とんでる'78（テレビ朝日）
- せんみつ・湯原ドット30（TBSテレビ）
- みどころガンガン大放送（TBSテレビ）
- たまりまセブン大放送!（TBSテレビ）
- スター爆笑座（TBSテレビ）
- せんみつの歌うスカットボール（東京12チャンネル（現：テレビ東京））
- ガッツヤング登場（東京12チャンネル）
- 歌謡ドッキリ大放送（テレビ朝日）
- 爆笑!!ドットスタジオ（テレビ朝日）
- アイ・アイゲーム（フジテレビ）
- 森田一義アワー 笑っていいとも!（フジテレビ、1986年4月 - 1987年3月月曜レギュラー）
- 今夜は最高!（日本テレビ）
- ひょうきん予備校（フジテレビ）
- 食卓の大冒険（朝日放送）
- SHIBUYA食堂（東京メトロポリタンテレビジョン）
- 怒りオヤジ（テレビ東京）
- カラオケトライアル（千葉テレビ放送）
- ダウンタウンなう（フジテレビ）
- ひるキュン!（東京メトロポリタンテレビジョン）
- ダウンタウンDX（読売テレビ）

### テレビドラマ
- 知らない同志（1972年、TBS） ※ドラマ初出演
- 真夜中のあいさつ（1974年、TBS） ※主演
- 刑事くん 第3部 第9話「栄光を君のものに」（1975年、TBS / 東映）
- 北上山系（1977年、NHK総合）
- 江戸特捜指令 最終話「大どんでん!隠し目付最後の戦い」（1977年、毎日放送 / 三船プロ） - 一平 役
- 破れ新九郎（1978年10月 - 1979年3月、テレビ朝日 / 中村プロダクション） - 治助 役
- 江戸の牙 第12話「純情 魚河岸の政」（1979年・テレビ朝日） - 政吉 役
- 西遊記II 第18話「悟空叛乱 一人ぼっちの妖怪」（1980年、日本テレビ） - 卜吉 役
- 鬼平犯科帳 鬼平犯科帳 第1シリーズ 第16話「火つけ船頭」（1980年、テレビ朝日） - 常吉 役
- 大河ドラマ（NHK総合）
  - おんな太閤記（1981年）
  - 春の波涛（1985年）
  - 春日局（1989年）
  - 花の乱（1994年）
  - 毛利元就（1997年）
- 熱帯夜（1983年、フジテレビ）
- 新 夢千代日記（1984年、NHK総合）
- あっけらかん（1982年、日本テレビ） - 深谷一 役
- 鬼平犯科帳 第3シリーズ 第11話「白い粉」（1982年、テレビ朝日 / 東宝） - 勘助 役
- 火曜サスペンス劇場「木に登る犬」（1983年、日本テレビ / 三船プロ） - 石毛巡査 役
- 暴れん坊将軍II 第53話「春に切ない夢芝居!」（1984年、テレビ朝日） - 玉五郎（仙吉） 役
- 流れ星佐吉 第6話「神になった大泥棒」（1984年、関西テレビ）
- のんき君（1984年、フジテレビ）
- 冬構え（1985年、NHK総合） - タクシーの運転手 役
- 太陽にほえろ! 第666話「父親ブルース」（1985年、日本テレビ） - 富山清次 役
- 連続テレビ小説（NHK総合）
  - 心はいつもラムネ色（1984年）
  - おんなは度胸（1992年）
  - だんだん（2008年）
- 私を深く埋めて（1984年7月14日、TBS） - 猫田 役
- オレの息子は元気印（1987年、日本テレビ）
- 炎の料理人・北大路魯山人（1987年6月30日、日本テレビ）
- 男が泣かない夜はない（1987年、フジテレビ） - 神田昌樹 役
- ナショナル劇場（TBS）
  - 水戸黄門（C.A.L）
    - 第16部（1986年 - 1987年）、第17部 第1話「水戸黄門 -水戸-」（1987年8月24日）、第8話「老公爆殺危機一髪 -鳥羽-」（1987年10月19日） - 煙の又平 役
    - 第43部 第16話「ニセ印籠で村を救え! -館山-」（2011年11月7日） - 惣吉 役

  - 水戸黄門外伝 かげろう忍法帖（1995年5月22日 - 9月5日、C.A.L） - 花火の又八 役
- 明日はアタシの風が吹く（1989年、日本テレビ）
- 新春ワイド時代劇（テレビ東京）
  - 次郎長三国志（1991年）
  - 天下の副将軍水戸光圀 徳川御三家の激闘（1992年） - 朝日文左衛門 役
- 付き馬屋おえん事件帳スペシャル「女郎蜘蛛の挑戦」（1992年、テレビ東京） - 巳之吉 役
- HOTEL（TBS）
  - 第2シリーズ 第4話「Pスマイル」（1992年） - 高木 役
  - 第3シリーズ 第16話「超ケチなお客様」（1994年） - 新井 役
- 社長になった若大将（1992年、TBS）
- こちら本池上署（TBS） - 磯貝由紀夫 役
  - 第4シリーズ 第4回「信じるということ」（2004年11月8日）
  - 第5シリーズ 第13回「幽霊タクシー」（2005年9月5日）
- 特命!刑事どん亀 指令4「顔を盗まれた男」（2006年5月1日、TBS） - 桃山福男 役
- 浅草ふくまる旅館（2007年、TBS） - 青木春雄 役
- 浅見光彦シリーズ8 鳥取雛送り殺人事件（1997年、TBS）
- 風の少年〜尾崎豊 永遠の伝説〜（2011年、テレビ東京） - 料亭の店主 役
- 必殺仕事人2012（2012年、朝日放送）
- 警視庁捜査一課9係（テレビ朝日）
  - season7 第9話（2012年） - 飯田大吉 役
  - season10 第5話（2015年） - 田畑昌志 役
  - season12 第6話（2017年） - 佐野山章二 役
- 月曜ミステリー劇場（TBS）
  - 「十津川警部シリーズ28 陸中海岸殺意の旅」（2003年3月24日）- テレビ番組の司会者 役
  - 「十津川警部シリーズ32 愛の伝説・釧路湿原」（2004年9月27日）- 民宿「丹頂の家」主人 役
- 月曜ゴールデン（TBS）
  - 「十津川警部シリーズ40 生命〜ベールに包まれた誕生の秘密〜」（2008年10月13日）- 北海道警察・刑事　吉田 役
  - 「緑川警部 VS 33分の勇気」（2012年12月17日）- 写真館の店主 役
  - 「十津川警部シリーズ50作記念作品 消えたタンカー」（2013年9月9日）- 科学捜査研究所技官 役
  - 「税務調査官・窓際太郎の事件簿27」（2014年7月28日）- 神部貞雄 役
  - 「北海道警察 人質」（2014年11月3日）- 中島美喜夫 役
  - 「制服捜査2」（2016年2月1日）- 南孝義 役
- 金曜プレステージ「浅見光彦シリーズ48」（2013年9月6日、フジテレビ） - 山北刑事 役
- 松本清張ミステリー時代劇第5話「大黒屋」（2015年6月2日、BSジャパン） - 惣兵衛 役
- 伝七捕物帳 第6話「怪談、からくり屋敷」（2016年8月19日、NHK BSプレミアム） - 仁吉 役
- 月曜名作劇場（TBS）
  - 「新・十津川警部シリーズ1 伊豆・下田殺人ルート」（2017年1月23日） - 田中祐介 役
  - 「銭の捜査官 西カネ子2」（2019年2月18日）- 南場和茂 役
- 警視庁・捜査一課長（2018年4月26日、テレビ朝日）- 前田店長 役
- 恋はつづくよどこまでも（2020年、TBS） ‐ 佐倉幸吉

### ラジオ番組
- せんみつのわくわくサンデー〜只今ヒット中〜（TBSラジオ）
- セイ!ヤング（文化放送）
- 歌謡大行進（文化放送） - うつみ宮土理と共演
- ハローパーティー（文化放送）
- 電リク'75（文化放送）
- オールジャパンポップ20（文化放送）
- 突撃!歌謡大行進（文化放送）
- せんだみつおのサタデー歌謡ベストテン（文化放送）
- 東芝ワイドワイドサンデー（ニッポン放送）
- ワゴンでデート（ニッポン放送）
- ねらえ!サウンドライフ テレフォンパニック ポップス・リクエスト合戦（ニッポン放送）
- 燃えよせんみつ足かけ二日大進撃（ニッポン放送）
- ミッドナイトムーブメント（ラジオ関東）
- せんだ光雄の世紀末伝説（アール・エフ・ラジオ日本）
- 痛快トークあなたの幸せ（ラジオ大阪）
- 辻本公俊の情熱トーク心に虹を（ラジオ大阪）

### ラジオドラマ
- FMシアター「日本人名事典」（1989年7月8日、NHK-FM）
- 青春アドベンチャー「蒲生邸事件」（1999年2月15日 - 26日、NHK-FM） - ホテルのフロント係 役

### 映画
- お姐ちゃんお手やわらかに（1975年、東宝）
- キンキンのルンペン大将（1976年、東映） - 職探しの青年 役
- こちら葛飾区亀有公園前派出所（1977年、東映） - 両津 役[注釈 19] ※主演
- トラック野郎シリーズ7-9作目（東映） - 桶川玉三郎（通称：三番星） 役
  - トラック野郎・突撃一番星（1978年）
  - トラック野郎・一番星北へ帰る（1978年）
  - トラック野郎・熱風5000キロ（1979年）
- ピーマン80（1979年、東宝）銀行員 役
- ミスターどん兵衛（1980年、東映） - 助監督・横田役
- ウィーン物語 ジェミニ・YとS（1982年、東宝） - 役場の職員 役
- 女猫（1983年、にっかつ） - 丈二 役
- まぼろしの４番バッター（1987年、東映） - 主演
- レッド・シューズ（2022年12月9日公開） - 佃信介 役

### 人形劇
- ヤンマーファミリーアワー 飛べ!孫悟空（1977年、TBS） - 金角
- ウルトラ千一夜大冒険!走れアリババ（1978年、テレビ朝日） - アリババ ※主役
- 三国志（1982年 - 1984年、NHK総合）：張飛、夏侯淵 ほか

### 吹替
- 特捜刑事マイアミ・バイス（テレビ東京）- （フィル・コリンズ）
- ブルース・ブラザース（1983年、フジテレビ） - ジェイク（ジョン・ベルーシ）

### DVD
- 『リオの若大将』映像特典・若大将スペシャル“狸穴の若大将”：進行役（東宝ビデオ）
- L’Arc-en-Ciel 『CHRONICLE』（1999年）
- AKB48『風は吹いている』C/W曲 アンダーガールズ ばら組『Vamos』MV：本人役（2011年）

### Vシネマ
- 校内写生 完全実写版「女子校生はやめられない」（1992年）
- 江戸むらさき特急「隠密同心の巻」（1994年） ※カメオ出演
- ルージュ（1999年）※友情出演
- 真・雀鬼6 復讐への対局（2001年 竹書房） ※友情出演
- 湘南爆走族3 10オンスの絆（2002年、カレス・コミュニケーションズ）
- 実録・鉄砲玉 平成二年大阪 山羽抗争勃発（2001年） - 羽山組系滝沢組組員
- 野良犬（2002年） - 松倉光三

### CM
- ちび六ラーメン（明星食品）
  - 普通の2分の1サイズの即席ラーメンが6ピースあり、食べる量に合わせて何ピースか調整出来るといったラーメン（1975年頃）。
- うまかめん（明星食品）友人・湯原との共演。「これぞ80年代のラーメン。」が謳い文句だった（1980年頃）。
- ギャロップレーサー2000 （テクモ）
  - ギャロップレーサーシリーズ第4作。「せんだが二人で、にせんだ！」 （2000年2月）
  - 「二千田光雄」の由来となっている。CF演出は遅塚勝一。
- 100円ショップのスーパーステーション
- パチンコ&スロット GARDEN「28は庭の日」GARDEN'S DAY（2009年）
- PACHINKO & SLOT 一番館 「ナハを連発」（2011年 エフエムナックファイブ）
- 浜松聖地霊園（2021年11月10日ｰ）静岡放送と静岡第一テレビのみ放映

### ゲーム
- beatmania APPEND GOTTAMIX - 「DJ Senda & Tiny-K」名義にて、谷啓との連名による参加。また、サウンドトラックアルバムにも同名義でオリジナル曲を提供。
- スピンテイル（ゲックスの続編の日本版） - 主人公レノの声

### パチンコ
- CRせんだみつおの本日ナハナハ大開店!!

## ディスコグラフィ
- 「ダメな男のロック」（1973年、キャニオンレコード、A-167、EP（シングル盤））
A面：ダメな男のロック（作詞・作曲：麻田浩、編曲：星勝）
B面：妹と二人（作詞：鈴木ヒロミツ、作曲・編曲：星勝）
鈴木ヒロミツのプロデュースであったが6000枚の販売に留まる。バックの演奏はザ・モップス。
- 「高原の二人」（1977年、ビクター音楽産業株式会社、SV-6263、EP（シングル盤）。 両面とも作詞：奥山侊伸、作曲：湯原昌幸、編曲：いしだかつのり）
A面：高原の二人
B面：もしかして
友人でもある湯原が作曲した楽曲。加山雄三の「君といつまでも」など一連の楽曲を下敷きにしたことでも知られる。リリース当時、せんだが担当するラジオ番組で自主的ヘヴィー・ローテーションを実施した。EP盤のみの発売で現在では入手困難。
- 「今度はいい友達で」（1989年6月28日発売、東芝、RT07-2394、EP（シングル盤）。 両面とも作詞・作曲：遠藤実、編曲：京建輔）
A面：今度はいい友達で
B面：めおと戦争
八汐亜矢子とのデュエット。演歌。
- 「こんな会社やめちゃおう!」（1992年10月7日発売、キングレコード、KIDS-108、8cmCD）全作詞・作曲：佐藤秀一
  1. こんな会社やめちゃおう!（4分33秒）
  2. OLブギ
  3. こんな会社やめちゃおう!（オリジナル・カラオケ）
  4. OLブギ（オリジナル・カラオケ）

KISS-108、カセットテープ　
A面：1.こんな会社やめちゃおう! 2.OLブギ
B面：1.こんな会社やめちゃおう!（オリジナル・カラオケ） 2.OLブギ（オリジナル・カラオケ）
祝 芸能生活20周年
サラリーマンの日常的な怒りをコミカルに歌ったもの。宴会ソングとして評判に。
発売当時、第一興商のレーザーカラオケに、せんだ自ら出演した本人映像で導入された。
- 「明日がないさ」（2001年、アウトサイダー、DLCR-01052、「せんだみつお featuring 池尻大橋交番上」名義、 全曲作詞：青島幸男、作曲：中村八大、替え歌：奥山侊伸、「明日があるさ」替え歌版、CD）
  1. 明日がないさ（3分48秒）
  2. 明日がないさ〜クラブ"赤坂"MIX〜
  3. 明日がないさ（Instrumental）
  4. 明日がないさ〜クラブ"赤坂"MIX〜（Instrumental）

インディーズ流通のためCDとしては現在入手困難であるが、「着うたフル」で購入可能。
帯コピー：明日がないって唄ってる事が明日があるんだから…もし売れたら明日がある…（青島幸男）
「明日があるさ」の替え歌、メロコアヴァージョン

## 著書・参考文献
- 『ぼく せんだみつお エマニエル夫人も真ッ青!』講談社、1975年
- 『タレント、父親、普通人 : 窓ぎわのコメディアンのホロリいい話』リヨン社、1986年10月1日。ISBN 4576861158。
- せんだみつお『ナハ』東京書籍、2002年。ISBN 4-487-79714-4。